# 查米库罗语
查米库罗語（西班牙語：Chamicuro）為秘魯的一種極度瀕危的原住民語言。根據《民族語》的記載，在2004年已經剩下兩個人用查米库罗語做為母語。根據秘魯法律，查米库罗語作為原住民語言，在主要使用地區具有官方語言地位，甚至有出版一本辭典。但是由於西班牙語在各個領域具有絕對強勢，查米库罗人後代絕大部份已經改用西班牙語為主要使用語言。

## 外部連結
- Chamicuro Language and the Chamicuro Indian Tribe （页面存档备份，存于）
- Endangered Languages Project - Chamicuro （页面存档备份，存于）

Template:Languages of Peru

Template:Arawakan languages